# Talsperre Birkungen
Die Talsperre Birkungen bei Leinefelde im Norden Thüringens staut die Ohne. Die Talsperre ist ein kleiner landwirtschaftlicher Speicher, der der Brauchwasserversorgung und Niedrigwasseraufhöhung dient. Er wurde 1987 in Betrieb genommen.

## Nutzung
Der Stausee Birkungen wurde aus verschiedenen Gründen errichtet:
- Brauchwasserversorgung für den damaligen VEB Eichsfelder Zementwerk Deuna
- zur Berieselung landwirtschaftlicher Flächen
- Hochwasserschutz
- Wasserregulierung der Wipper zwecks Laugeneinleitung des Kalibergbaus in Nordthüringen
- Fischzucht und Landschaftsverbesserung

## Bauwerk
Das Absperrbauwerk ist ein Staudamm aus schluffigem Sand mit einer geneigten wasserseitigen Dichtung aus Hanglehm. Die Wasserseite ist außerdem mit einer Decke aus Walzbeton geschützt. Das Speicherbecken musste teilweise mit einem Dichtungsteppich abgedichtet werden. Der Untergrund besteht aus Auelehm, torfigen Sedimenten und Talschotter auf Sandstein. Die Ein- und Überlauflaufbauwerke mit den Betriebseinrichtungen sind am linken, nördlichen Hang angeordnet.